# Galium rivale
Galium rivale är en måreväxtart som först beskrevs av John Sibthorp och James Edward Smith, och fick sitt nu gällande namn av August Heinrich Rudolf Grisebach. Galium rivale ingår i släktet måror, och familjen måreväxter. Inga underarter finns listade i Catalogue of Life.